# 리즈번구

리즈번 구의 위치

리즈번구(영어: Lisburn District, 아일랜드어: Ceantar Lios na gCearrbhach)는 2015년까지 존재했던 북아일랜드의 옛 구였다. 행정 중심지는 리즈번이며 면적은 447km2, 인구는 33,600명(2010년 기준), 인구 밀도는 57명/km2이다.

## 구 정보
- 행정 중심지: 리즈번
- 면적: 447km2
- 인구: 116,470명 (2010년 기준)
- 인구 밀도: 261명/km2
- ISO 3166-2 코드: GB-LSB
- ONS 코드: 95S
- 종교 분포: 천주교 33.4%, 개신교 62.8%